# 包遵彭
包遵彭（1916年11月2日—1970年2月20日），字龍溪，出生於中國安徽定遠:674，記者、作家、政府官員，為中華民國國立歷史博物館首任館長。

## 生平
包遵彭1916年11月2日生於中國安徽省定遠縣:631。畢業於國立復旦大學、國立政治大學、中央幹校，並於美國賓夕凡尼亞研究院進行研究。1948年底移居臺灣，曾於國立師範大學、東吳大學、輔仁大學和中國文化學院等校擔任教職；並從事文化事業相關工作:34。1955年擔任國立歷史文物美術館（今國立歷史博物館）籌備主任:607，1956年至1969年任該館館長:2。1968年起擔任國立中央圖書館（今國家圖書館）館長。其文史相關論述包含〈中國博物館史稿〉、〈中國博物館之沿革及其發展〉、〈論歷史博物館〉、〈戰時文物之維護〉、〈古物保存法〉、〈戶外博物館與名勝古蹟之維護〉等:35。
包遵彭任公職期間身體每況愈下，1970年2月20日病逝於臺北三軍總醫院，享年55歲:693。

## 外部連結
教育部重編國語辭典修訂本 包遵彭 （页面存档备份，存于）